# Ilma Rakusa
Ilma Rakusa (Rimavská Sobota, 2 gennaio 1946) è una scrittrice e traduttrice svizzera.

## Biografia
Ilma Rakusa è figlia di padre sloveno e di madre ungherese. Ha un'infanzia nomade tra Budapest, Lubiana e Trieste durante i primi sei anni di vita. Nel 1951 la famiglia si stabilì in Svizzera. Dopo il liceo studiò lingue e letterature slave e romanze a Zurigo, Parigi e Leningrado dal 1965 al 1971. Nel 1971 sostenne il dottorato in filosofia sul tema "Studi sul motivo della solitudine nella letteratura russa". Dal 1971 al 1977 è stata assistente professoressa presso il dipartimento slavo dell'Università di Zurigo, poi docente dal 1977. Oltre a questo lavoro è traduttrice dal francese, russo, serbo-croato e ungherese al tedesco e giornalista per la Neue Zürcher Zeitung e Die Zeit.
Ha ricevuto il Swiss Book Prize nel 2009 e il Lipp Prize per la letteratura nel 2013 per "La Mer Encore"." È traduttrice di numerosi autori tra cui il russo Alexei Remisov, l'ungherese Imre Kertész, la poetessa russa Marina Tsvetaeva, Anton Čechov, il serbo-croato Danilo Kiš e Marguerite Duras.

## Opere
- Studien zum Motiv der Einsamkeit in der russischen Literatur., 1973.
- Wie Winter, 1977
- Sinai., 1980.
- Die Insel., 1982.

- traduit en français sous le titre L’Île par Natacha Ruedin-Royon, Lausanne, Suisse, Éditions d’en bas, 2016, 103 p. ISBN 978-2-8290-0522-0
- Miramar., 1986.
- Leben. 15 Akronyme., 1990.
- Steppe. Erzählungen., 1990.
- Les mots, morts. Gedichte., avec Regine Walter, 1992.
- Jim. Sieben Dramolette., 1993.
- Farbband und Randfigur. Vorlesungen zur Poetik., 1994.
- Ein Strich durch alles. 90 Neunzeiler., 1997
- Love after love. Acht Abgesänge., 2001, ISBN
- Von Ketzern und Klassikern. Streifzüge durch die russische Literatur., 2003.

- Premio Adelbert von Chamisso 2003.
- Langsamer! Gegen Atemlosigkeit, Akzeleration und andere Zumutungen., 2006
- Stille. Zeit. Essays., 2005.
- Durch Schnee. Erzählungen und Prosaminiaturen (mit einem Nachwort von Kathrin Röggla), 2006.
- Zur Sprache gehen (Dresdner Chamisso-Poetikvorlesungen 2005), 2006
- Garten, Züge. Eine Erzählung und 10 Gedichte., 2006.
- Mehr Meer. Erinnerungspassagen., 2009.

- Prix suisse du livre 2009
- Prix Lipp Suisse 2013
- traduit en français sous le titre La mer encore. Passages de la mémoire par Patricia Zurcher, Lausanne, Suisse, Éditions d’en bas, Template:Coll., 2012, 317 p. ISBN 978-2-8290-0441-4 
- Aufgerissene Blicke. Berlin-Journal., 2013.
- Einsamkeit mit rollendem „r“, 2014.
- Autobiographisches Schreiben als Bildungsroman, 2014.
- Impressum: Langsames Licht, 2016
- Listen, Litaneien, Loops - Zwischen poetischer Anrufung und Inventur., 2016.